# Aratinga jandaya
Aratinga jandaya е вид птица от семейство Папагалови (Psittacidae).

## Разпространение
Видът е разпространен в Бразилия.